# Kuhlia xenura
Kuhlia xenura és una espècie de peix pertanyent a la família Kuhliidae.

## Descripció
- Pot arribar a fer 22,2 cm de llargària màxima.
- 10 espines i 11-12 radis tous a l'aleta dorsal i 3 espines i 10-11 radis tous a l'anal.
- És platejat.[3][4]

## Hàbitat
És un peix marí, d'aigua salabrosa i dolça, bentopelàgic i de clima subtropical que viu entre 1 i 22 m de fondària (normalment, entre 1 i 5).

## Distribució geogràfica
Es troba al Pacífic oriental central: és un endemisme de les illes Hawaii.

## Costums
Els adults són nocturns.

## Observacions
És inofensiu per als humans.